# Zeitschrift für die Steuer- und Erbrechtspraxis
Die Zeitschrift für die Steuer- und Erbrechtspraxis (ZErb)  erscheint seit 1999 monatlich. Die ZErb ist auch Namensgeberin des ZErb-Verlages, der erbrechtliche Fachliteratur veröffentlicht. In der ZErb und im ZErb-Verlag veröffentlichen vor allem deutsche Fachanwälte für Erbrecht und Erbrechtsspezialisten. Seit Beginn erscheint die ZErb auch als Mitgliederzeitschrift der Deutschen Vereinigung für Erbrecht und Vermögensnachfolge (DVEV e.V.). Mit einer monatlichen Auflage von 3000 Exemplaren ist sie Deutschlands auflagenstärkste Fachzeitschrift zum Erbrecht. Seit 2020 wird die Schriftleitung vom Bochumer Rechtsanwalt und Notar   Pierre Plottek geführt.
Der herausgebende Zerb Verlag ist ein Imprint der Anwaltverlagsgruppe (Deutscher Anwaltverlag, Deutscher Notarverlag, ZAP Verlag), die zur Intermedia Vermögensverwaltungs GmbH gehört, einer Tochtergesellschaft der Medien Union.